# Haddenham (Cambridgeshire)
Pour les articles homonymes, voir Haddenham.
Haddenham est une paroisse civile et un village du Cambridgeshire, en Angleterre.